# باتريسيا آن تراسي
باتريسيا آن تراسي (بالإنجليزية: Patricia Ann Tracey)‏ هي ضابطة أمريكية، ولدت في 30 نوفمبر 1950 في ذا برونكس في الولايات المتحدة.

## وصلات خارجية
- باتريسيا آن تراسي على موقع إن إن دي بي (الإنجليزية)